# Ghasem Hadadifar
Ghasem Hadadifar (en persa: قاسم حدادی‌فر‎; Isfahán, Irán, 12 de julio de 1983) es un exfutbolista y actual entrenador de fútbol iraní. En su etapa como jugador profesional se desempeñaba como centrocampista.
Su hermano Alireza también es futbolista y fueron compañeros de equipo.

## Selección nacional
Fue internacional con la selección de Irán en 16 ocasiones.

### Participaciones en Copas del Mundo
| Mundial                        | Sede   | Resultado      | Partidos | Goles |
| ------------------------------ | ------ | -------------- | -------- | ----- |
| Copa Mundial de Fútbol de 2014 | Brasil | Fase de grupos | 0        | 0     |

### Participaciones en Copas Asiáticas
| Copa               | Sede  | Resultado        | Partidos | Goles |
| ------------------ | ----- | ---------------- | -------- | ----- |
| Copa Asiática 2011 | Catar | Cuartos de final | 1        | 0     |

## Clubes

### Como jugador
| Club                       | País | Año       |
| -------------------------- | ---- | --------- |
| Zob Ahan FC                | Irán | 2003-2022 |
| → Sanat Naft FC (cedido)   | Irán | 2005-2006 |
| → Tractor Sazi FC (cedido) | Irán | 2012      |

### Como entrenador
| Club                    | País | Año       |
| ----------------------- | ---- | --------- |
| Zob Ahan FC (asistente) | Irán | 2022-2023 |

## Palmarés

### Campeonatos nacionales
| Título            | Club        | País | Año  |
| ----------------- | ----------- | ---- | ---- |
| Copa Hazfi        | Zob Ahan FC | Irán | 2003 |
| Copa Hazfi        | Zob Ahan FC | Irán | 2009 |
| Copa Hazfi        | Zob Ahan FC | Irán | 2015 |
| Copa Hazfi        | Zob Ahan FC | Irán | 2016 |
| Supercopa de Irán | Zob Ahan FC | Irán | 2016 |

### Distinciones individuales
| Distinción                                     | Año  |
| ---------------------------------------------- | ---- |
| Mejor jugador de la Copa Hazfi                 | 2015 |
| Parte del equipo del año de la Iran Pro League | 2015 |
| Futbolista del año en Irán                     | 2015 |